# United Wagon Company
Die United Wagon Company (russisch Объединенная Вагонная Компания, Objedinennaja Wagonnaja Kompanija) ist der größte russische Hersteller von Güterwagen. Die Firma wurde 2012 gegründet, um das neu errichtete Waggonwerk Tichwin mit der Leasinggesellschaft RAIL1520 zu vereinigen. Später kam die Eisenbahngesellschaft Vostok1520 hinzu. Ende 2014 war die United Wagon Company zum größten Waggonhersteller in der GUS avanciert. Der Marktanteil lag 2015 bei 45,6 %.
Aufgrund der höheren Lebensdauer (500.000 km statt 210.000 km) und Ladekapazität (25 t Achslast) kann die United Waggon Company deutlich höhere Leasingpreise als ihre Konkurrenten erzielen.

## Geschichte
Seit 2014 werden Güterwagen mit Drehgestellen der United Wagon Company auch in anderen Waggonwerken produziert. In diesem Jahr wurde außerdem der Schraubenfederhersteller NPC Springs aus Ischewsk übernommen.
Im April 2015 ging das Unternehmen an die Börse.

## Partnerschaften
Mit Timken (Gleitläger) und Wabtec (Bremsen) bestehen Joint Ventures.